# Formatge de cabra

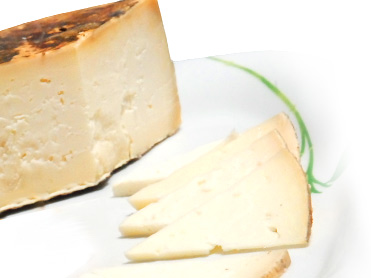
Formatge de cabra

El formatge de cabra és qualsevol formatge fet amb llet de cabra.

## Característiques
Encara que la llet de vaca i la de cabra tenen continguts grassos semblants, la major proporció d'àcids grassos de cadena mitjana, com el caproic, el caprílic i el càpric 1 de la llet de cabra contribueix al característic sabor àcid del formatge de cabra. Estudis recents mostren que el formatge fet de llet de cabra té més proteïna que el de vaca, i que és molt similar a la llet humana. És bo per al ronyó i adequat per als qui pateixen insuficiència renal crònica gràcies al seu baix contingut en potassi. No obstant això, cal tenir cura amb el seu contingut en fosfats.

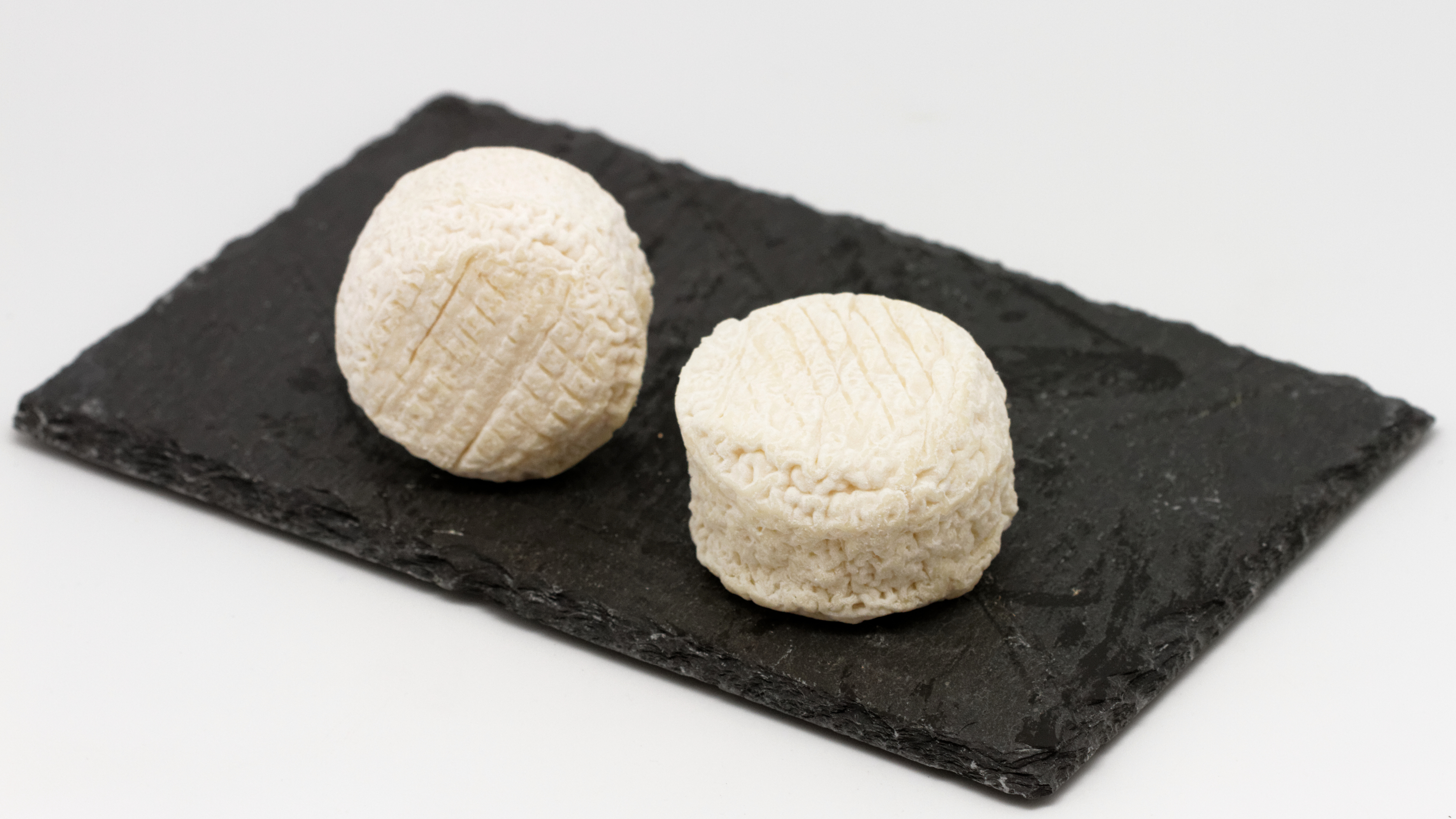
Crottin de Chavignol

Alguns tipus de formatge de cabra:
- Formatge Ibores
- Sainte-Maure de Touraine
- Selles-sur-Cher
- Valençay (formatge)
- Cabecou
- Chabichou du Poitou
- Chevrotin
- Crottin de Chavignol
- Pélardon
- Picodon
- Pouligny-Saint-Pierre
- Rocamadour

Fets a Catalunya:
- Formatge Garrotxa
- Formatge Tronxon
- Mató de llet de cabra
- Formatges frescos de cabra